# Италијански бојни брод Конте ди Кавур
Конте ди Кавур (итал. Conte di Cavour, гроф Кавур) је био италијански бојни брод класе Конте ди Кавур. Поринут је у луци Ла Специја 1911. године. Користила га је Италијанска краљевска ратна морнарица током Првог и Другог светског рата.

## Изградња и прве године
Саграђен по пројекту генерала Маздее, Конте ди Кавур је био базиран у луци Таранто, пре Првог светског рата. На почетку рата (за Италију), 24. маја 1915, Конте ди Кавур је био зазставни брод контраадмирала Луиђиа Амедеа Савојског. Током рата, бојни брод није учествовао у ратним мисијама, због немогућности сусретања непријатеља. У вежбама је учествовао 966 сати, у поређењу са 40 сати проведених у 3 војне акције.
Након рата, Конте ди Кавур је на пропагандном крстарењу према Северној Америци. Посетио је луке Гибралтар, Понта Делгада, Фајал, Халифакс, Бостон, Њупорт, Топкинсвил, Њујорк, Филаделфија, Анаполис и Хемтон Роудс.
У лето 1922. краљ Виктор Емануел III користи Конте ди Кавур за путовање кроз освојене градове у Јадранском мору. Бенито Мусолини га користи да посети Триполи у априлу 1925.
12. маја 1928. брод је разоружан у Таранту; пет година касније, у октобру 1933, Конте ди Кавур је послан у Трст на реизградњу.

## Реконструкција и Други светски рат
Процес реконструкције оставио је само 40% оригиналне структуре брода. Централна кула од 305 mm је уклоњена, и преостали топови истог калибра унапређени су 320 mm. Нови мотори су могли да дају 93.000 коња снаге, дозвољавајући броду да достигне 28 чвора. Све у свему, добијена је добра јединица, чак и са лошом противваздушном и противподморничком одбраном.
Конте ди Кавур је враћена Ређи Марини 1. јуна 1937; у Таранту је дочекао почетак Другог светског рата за Италију, 10. јуна 1940.
Дана 9. јула 1940. учествује у бици код Калабрије (прва између британске и италијанске морнарице). Током напада на Таранто 11. новембра 1940, Конте ди Кавур је потопљен у плиткој води од стране торпеда. Брод је подигнут до краја 1941. и послат у Трст на поправке. Никад се није више вратио у активну службу.
Дана 10. септембра 1943, брод су запленили Немци, али је касније напуштен током бомбардовања Трста (фебруар 1945). Бојни брод Конте ди Кавур је изрезан 27. фебруара 1947.